# Coisinha de Jesus
Coisinha de Jesus é um personagem criado pelo Casseta & Planeta e interpretado por Marcelo Madureira. O nome é uma paródia do dançarino Carlinhos de Jesus (que já apareceu no programa dizendo que aprendeu a dançar com o Coisinha).
O personagem surgiu em uma fita das Organizações Tabajara chamada Aprenda a Dançar com o Professor Coisinha de Jesus, no qual ele dançava todos os gêneros musicais da mesma maneira, definida pela revista Mundo Estranho como "um robô com mau contato": arquear os braços, pernas paralelas e sambadinha, sem contar sua impagável cara fechada. A graça do personagem está em vê-lo caracterizado com a vestimenta típica do estilo musical dançando sempre dessa forma.
Mais "fitas" de Coisinha foram criadas (dançando hinos e homenagens, por exemplo) e artistas como o próprio Carlinhos de Jesus participaram do quadro.
Após a morte do cantor Michael Jackson, em 2009, o Casseta & Planeta apresentou de forma humorística a vida do mesmo. Neste quadro, eles satirizavam o "último ensaio de Michael Jackson", no qual o Rei do Pop contratou o professor Coisinha de Jesus para ser o seu coreógrafo.

## Estilos
- Funk
- Mambo
- Natalino
- Réveillon